# Welchenhausen
Welchenhausen ist ein Ortsteil der Ortsgemeinde Lützkampen im Eifelkreis Bitburg-Prüm in Rheinland-Pfalz.

## Geographische Lage
Welchenhausen liegt rund 7 km westlich des Hauptortes Lützkampen in einem Tal an der Our. Der Ort liegt direkt an der Staatsgrenze zu Belgien. Umgeben ist Welchenhausen von landwirtschaftlichen Nutzflächen sowie umfangreichen Waldgebieten.

## Geschichte
Die drei Dörfer Lützkampen, Stupbach und Welchenhausen gehörten bis Ende des 18. Jahrhunderts zur luxemburgischen Herrschaft Dasburg. Unter der französischen Verwaltung gehörten Lützkampen, Stupbach und Welchenhausen zum Kanton Arzfeld, der verwaltungsmäßig dem Departement Wälder zugeordnet war.
Aufgrund der Beschlüsse des Wiener Kongresses wurde das vormals luxemburgische Gebiet östlich der Sauer und der Our im Jahre 1815 dem Königreich Preußen zugeordnet. Welchenhausen gehörte nun zur Bürgermeisterei Leidenborn. Gemeinsam gehörten die drei Orte zum 1816 neu gebildeten Kreis Prüm im Regierungsbezirk Trier und von 1822 an zur Rheinprovinz. Alle drei Gemeinden gehörten von 1936 an zum Amt Daleiden-Leidenborn und seit 1970 zur Verbandsgemeinde Arzfeld.
Am 1. Januar 1972 wurde die bis dahin selbständige Gemeinde Welchenhausen (damals 51 Einwohner) nach Lützkampen eingemeindet.

## Kultur und Sehenswürdigkeiten
Siehe auch: Liste der Kulturdenkmäler in Lützkampen

### Museum in der Wartehalle
In Welchenhausen steht eines der kleinsten Kunstmuseen. Eingerichtet wurde es in der Buswartehalle des Ortes; geöffnet 24 Stunden am Tag, der Eintritt ist frei. Im August 2002 erfolgte die offizielle Einweihung. Es handelt sich um ein Kultur-Projekt, mit dem Ziel, moderne Kunst am Dreiländereck zu präsentieren. Dabei steht die länderübergreifende Zusammenarbeit im Mittelpunkt. Jährlich werden zwei bis drei Ausstellungen präsentiert. Die KultOurTal-Straße verbindet Welchenhausen mit dem seit 100 Jahren geteilten Ort Stupbach/Stoubach. Neuerdings verbindet der Skulpturenweg Welchenhausen den Ort Stoubach/Stupbach mit dem Dreiländereck bei Ouren.

### Bauwerke

#### Kapelle St. Cornelius / St. Lucia
Sehenswert ist in Welchenhausen vor allem die Kapelle St. Cornelius & St. Lucia. Es handelt sich um einen niedrigen, vierachsigen Saalbau mit einem quadratischen Dachreiter über dem Giebel. Das Dach des Dachreiters läuft achtachsig spitz nach oben zu. Die Kapelle wurde im Jahre 1686 erbaut und 1986 umfassend saniert. Im Innenraum befindet sich ein Säulenaltar des späten 17. Jahrhunderts sowie ein Pestkreuz vor der Westwand.

#### Schieferkreuze
Bedeutend sind vor allem die Schieferkreuze im Ortsteil Welchenhausen. Von ihrer Art finden sich mehrere entlang der Straße nach Lützkampen. Hintergrund ist die Nutzung der Straße als Transportweg für Verstorbene. Die Kreuze entstanden in der Zeit zwischen 1870 und 1930. In diesem Zeitraum mussten die Verstorbenen zur Bestattung in die größeren Pfarrorte gebracht werden. Die Kreuze dienen der Erinnerung an Rettung aus Gefahren oder Krankheiten. Ein besonderes Merkmal dieser Wegekreuze ist die Herstellung aus Schiefer. Man fertigte sie in einem Steinbruch nahe St. Vith. Schieferkreuze sind in diesem Zusammenhang eine Einmaligkeit und zählen deshalb zur "Isleker Schieferkunst".
Auf dem Gemeindegebiet Welchenhausen befinden sich zudem drei weitere Wegekreuze. Hierzu liegen jedoch keine genaueren Angaben vor.

#### Ölmühle und Furten
Südlich von Welchenhausen existierte einst eine Ölmühle am Seisbach. Ferner sind ebenfalls südlich des Ortes zwei historischen Furten durch die Our bekannt. Beide werden auf die Zeit um das Jahr 1915 datiert und dienten zur Überquerung des Flusses.

Bildergalerie
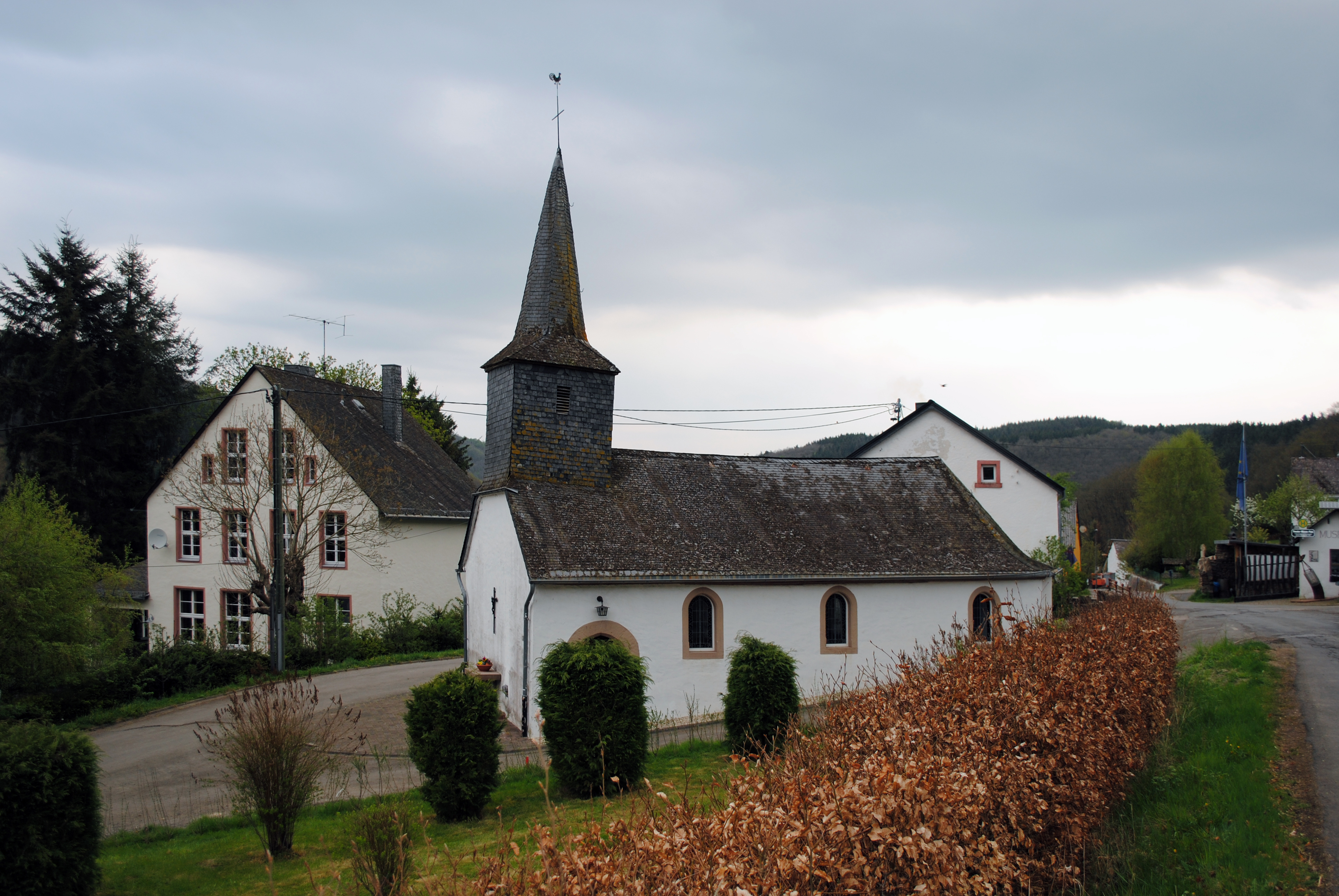
Kapelle – Seite
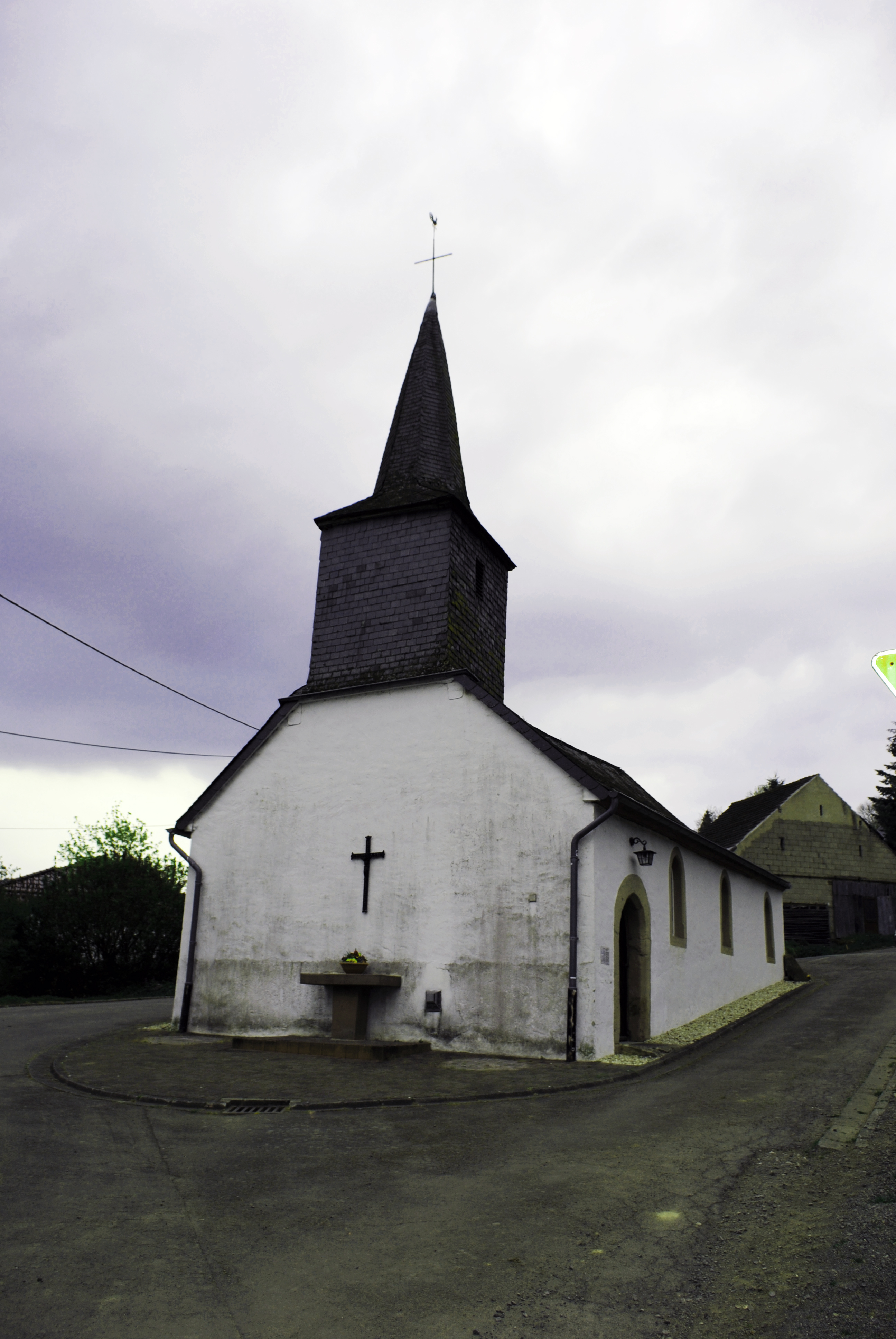
Kapelle – Giebel
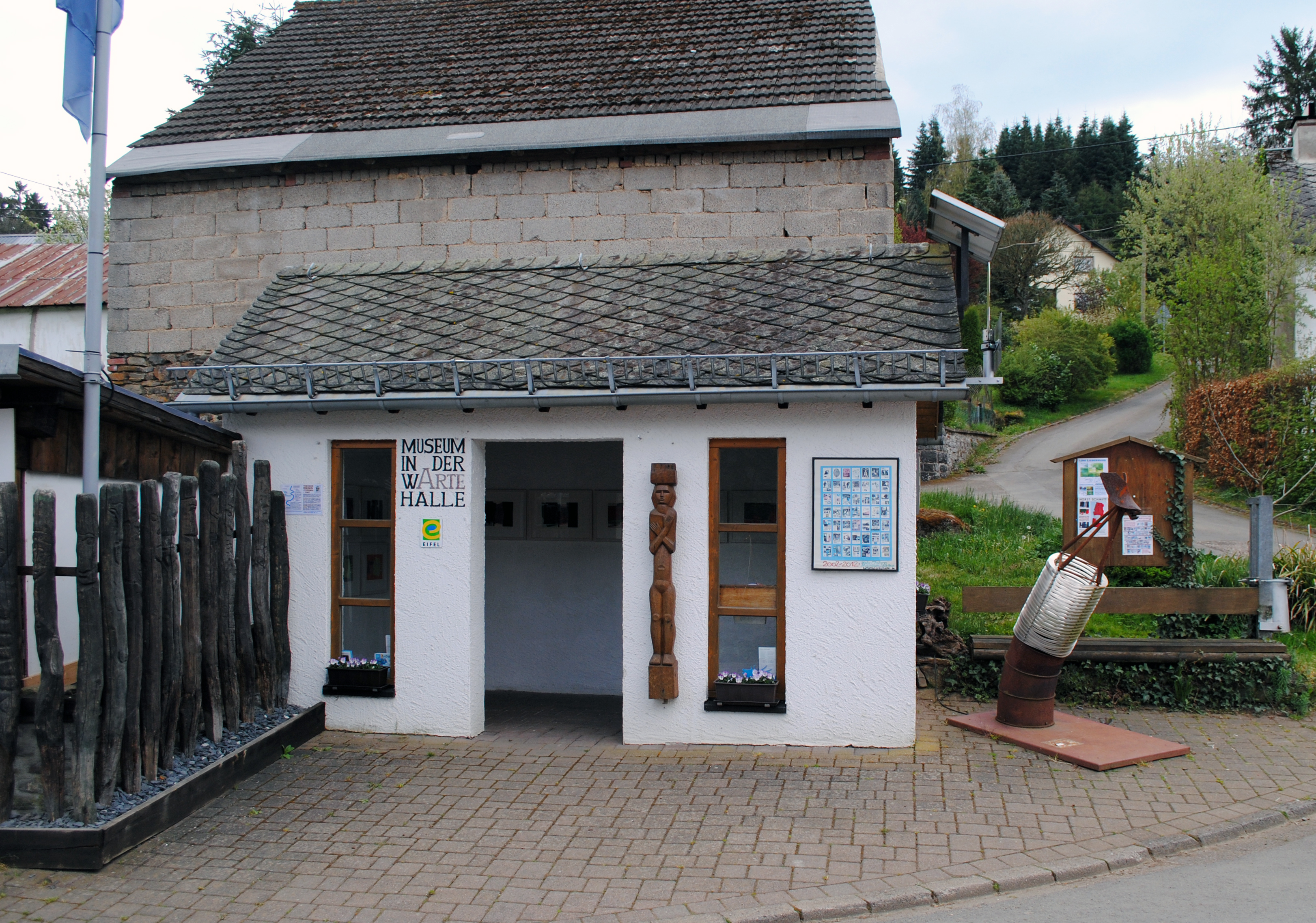
Museum – Seite
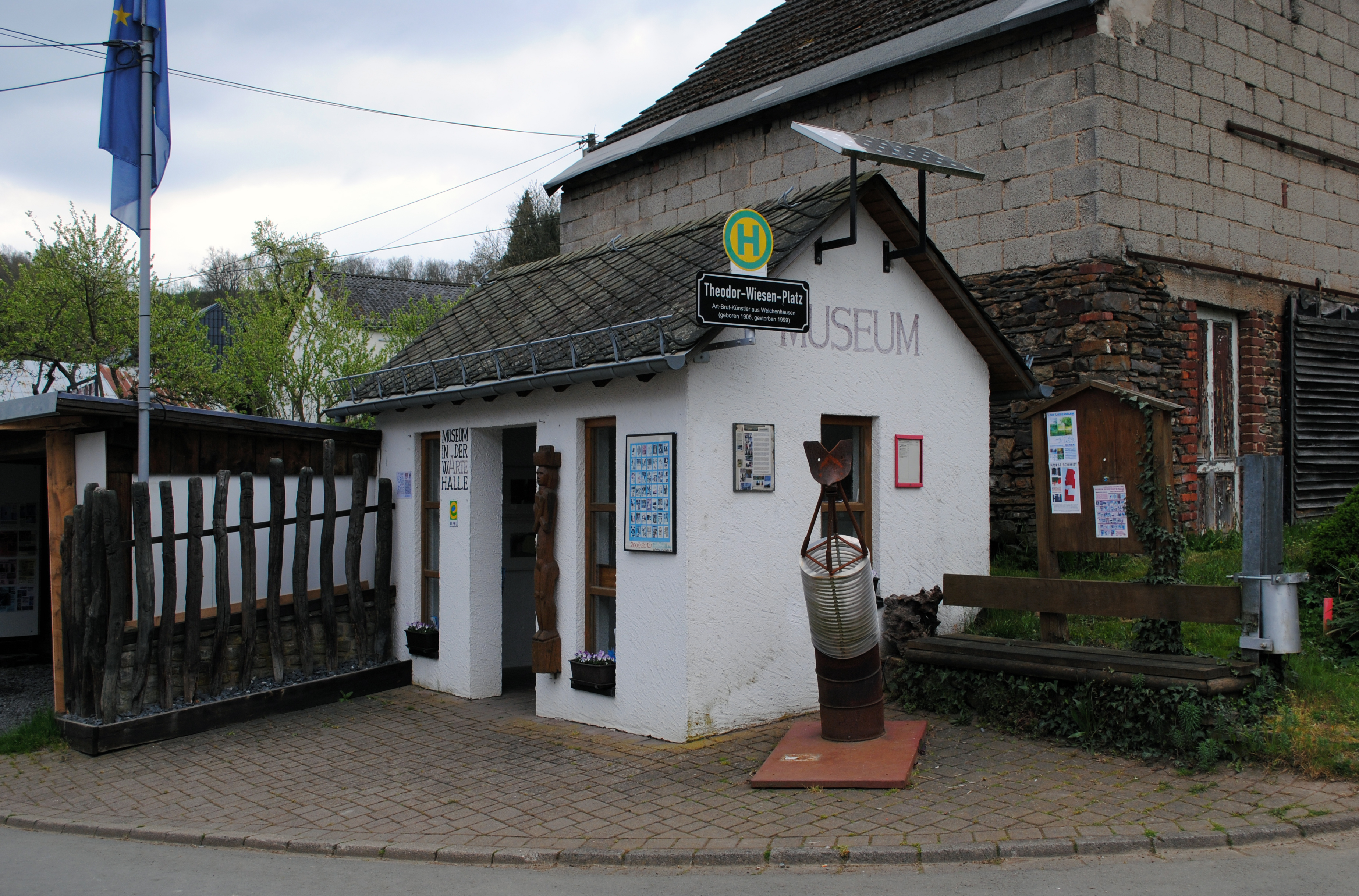
Museum – Giebel

### Naherholung
Das Our-Tal eignet sich auch zum Wandern. Es existiert ein knapp 11 km langer Wanderweg durch Stupbach, der unter anderem auch in den zweiten Ortsteil Lützkampens, Welchenhausen, führt. Es handelt sich um einen Rundwanderweg, der zur Hälfte entlang der Our verläuft.
Ferner gibt es einen Skulpturenweg. Dieser beginnt in Stupbach und führt auf einer Länge von 16 km über Welchenhausen bis zum Europa-Monument in der Nähe von Ouren. Der Weg verläuft dicht entlang der Our und umfasst 10 Skulpturen von 9 Künstlern aus Deutschland, Belgien und Luxemburg.

## Persönlichkeiten
Der deutsche Bildhauer Christoph Mancke war im Jahr 2019 künstlerischer Leiter des Internationalen Bildhauersymposiums Welchenhausen im Dreiländereck Belgien-Luxemburg-Deutschland.

## Infrastruktur und Verkehr
Es existiert eine regelmäßige Busverbindung.
Welchenhausen ist durch die Kreisstraße 155 erschlossen.